# Université d'État de Rio de Janeiro

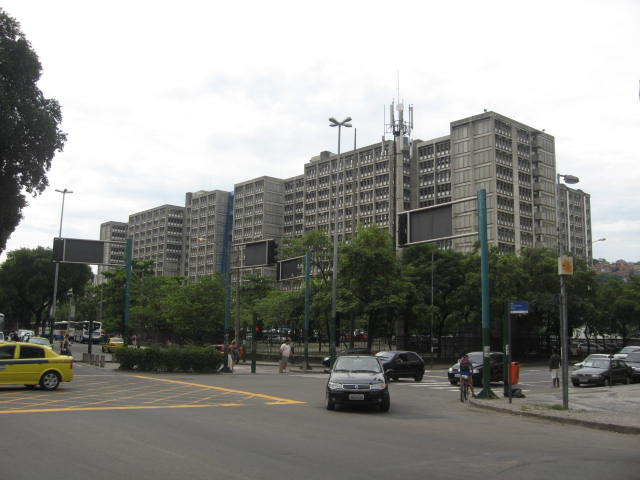
Le campus Maracanã, université d'État de Rio de Janeiro.

L’université d'État de Rio de Janeiro (portugais : Universidade do Estado do Rio de Janeiro, UERJ) est une université d'État brésilienne, située à Rio de Janeiro au Brésil.
L'UERJ a été créée en 1950, et compte actuellement 25 342 étudiants regroupé sur un campus situé dans le quartier de Maracanã.

## Personnalités liées à l'université

### Étudiants
- Talíria Petrone (1985-), femme politique.